# SV Estrellas
SV Estrellas is een voetbalclub uit Nort Saliña Kunuku Bieu, op Bonaire.

## Erelijst
Bonaire League
- Kampioen in: 1961/62, 1962/63, 1963/64, 1965/66, 1974/75, 1978, 1988, 1998/99, 1999/00, 2001/02
- Finalist: 1967/68, 1969/70, 1971/72, 1983, 1987, 1989, 1997, 2003/04, 2004/05, 2012, 2014, 2019